# إشتفان كيس (لاعب كرة قدم)
إشتفان كيس (بالمجرية: Kiss István)‏ هو لاعب كرة قدم مجري، ولد في 28 أكتوبر 1970 في بودابست في المجر. لعب مع نادي فيرينتسفاروشي ونادي مول فيدي.